# Wakefield (Nieuw-Zeeland)
Wakefield is een kleine Nieuw-Zeelandse gemeenschap, ongeveer 25 kilometer ten zuidwesten van Nelson boven in het Zuidereiland.
Het is gevestigd in 1843 en het werd oorspronkelijk Pitfure genoemd. De naam werd echter snel veranderd in Wakefield. Volgens een geschiedschrijver is de plaats vernoemd naar de plaats Wakefield in Yorkshire. Anderen beweren dat de plaats vernoemd is naar kapitein Arthur Wakefield de expeditieleider die de stad Nelson heeft gesticht.
In Wakefield is er een kleine krant genaamd 'the Wakefield Village News', deze komt maandelijks uit.

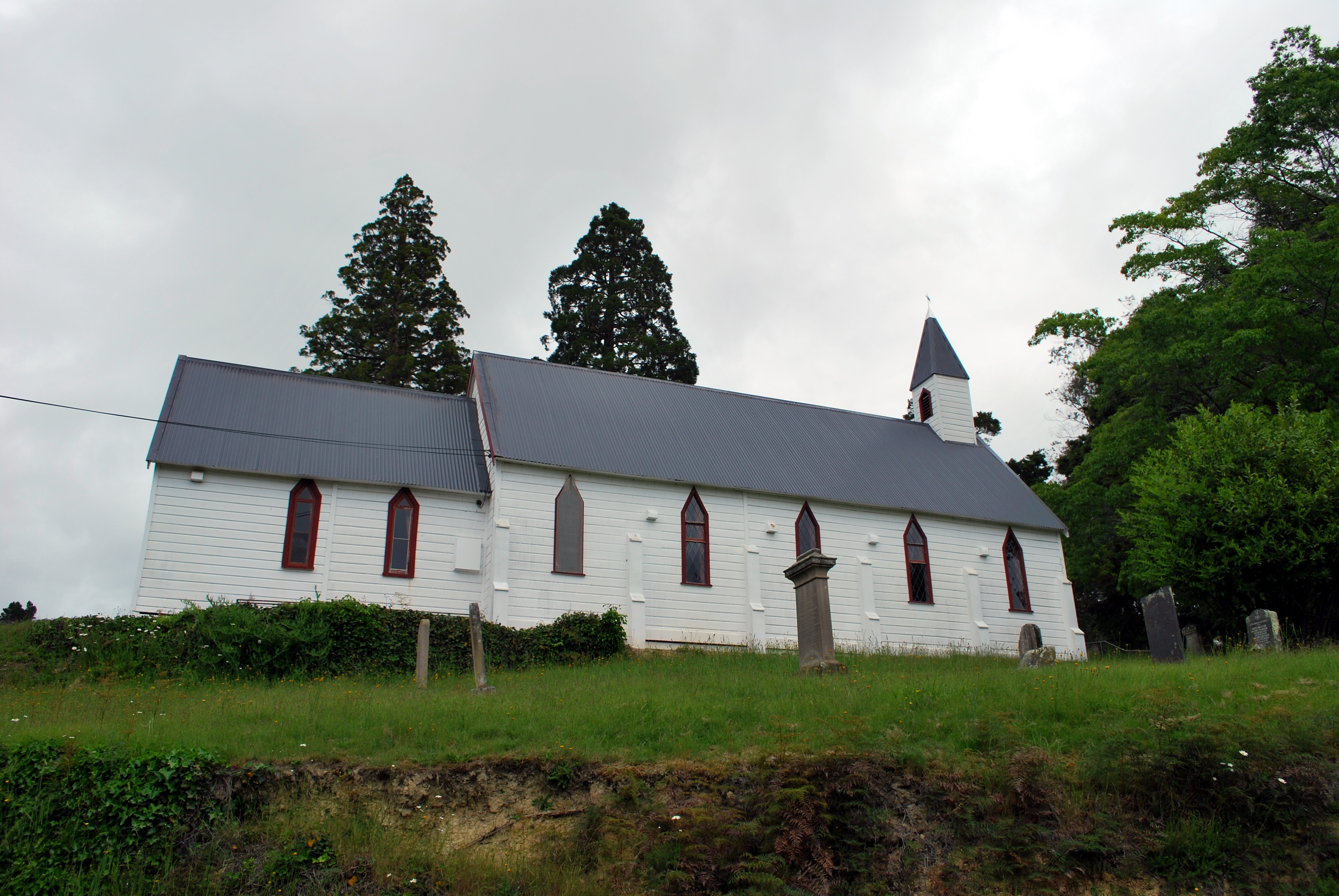
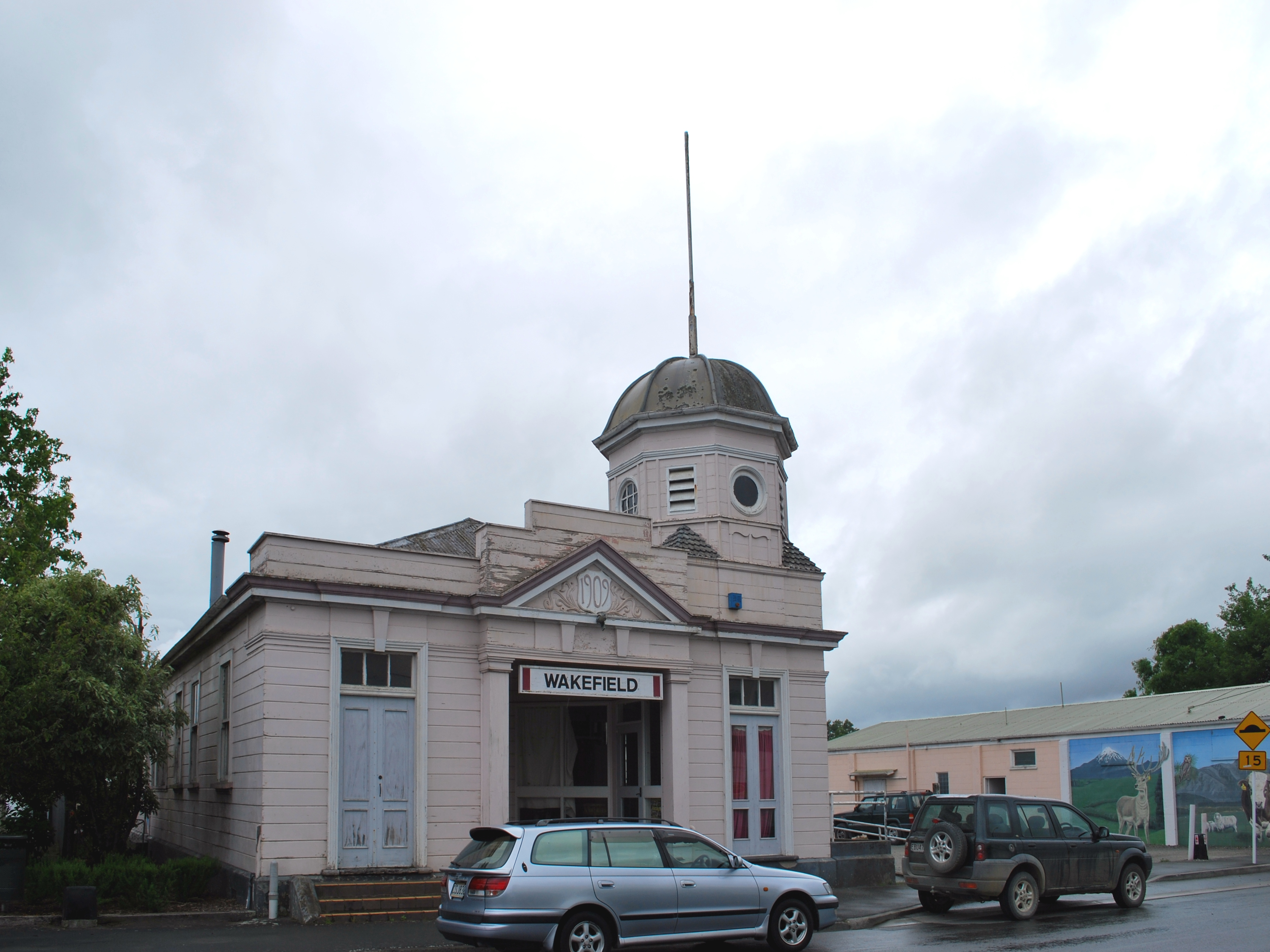
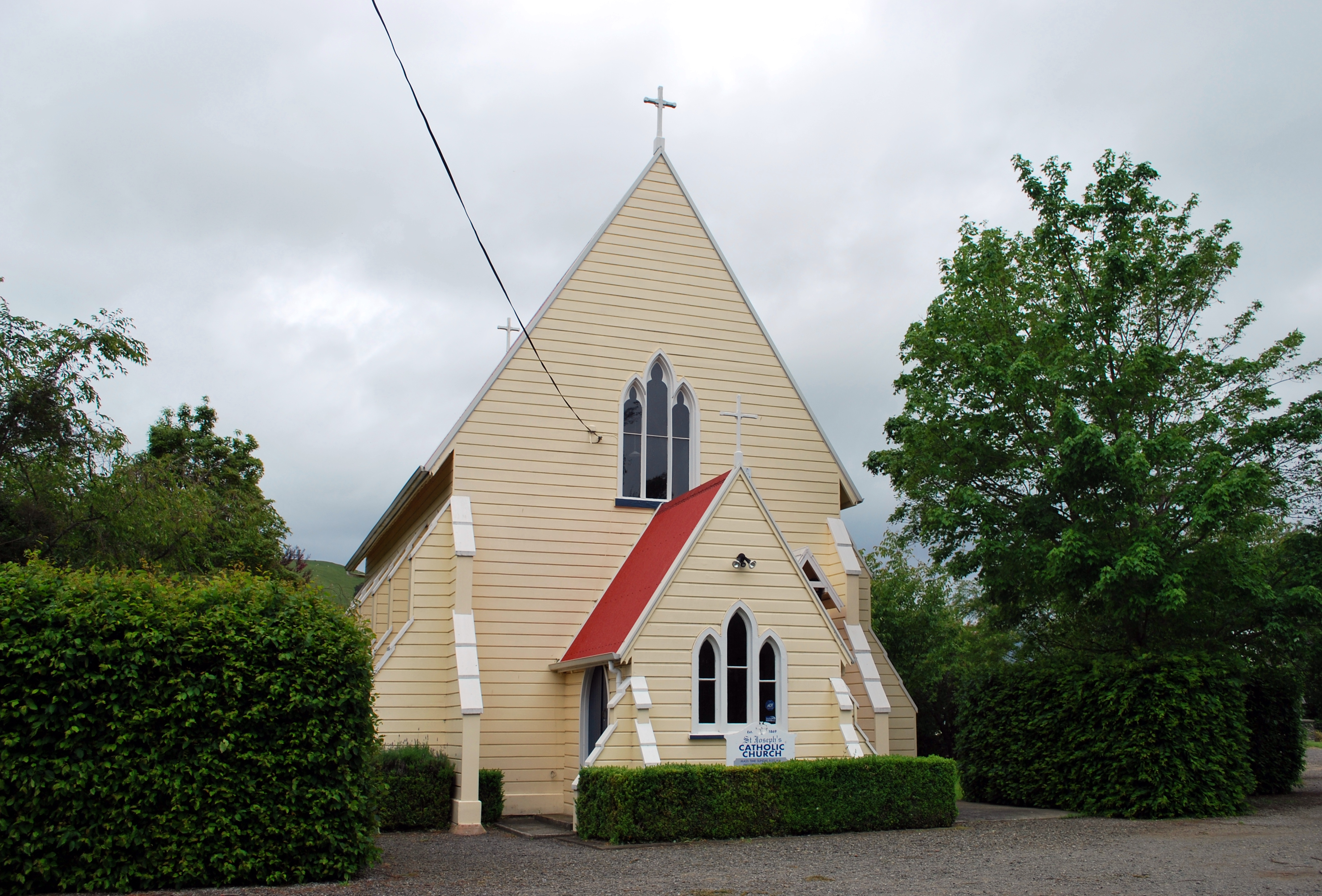
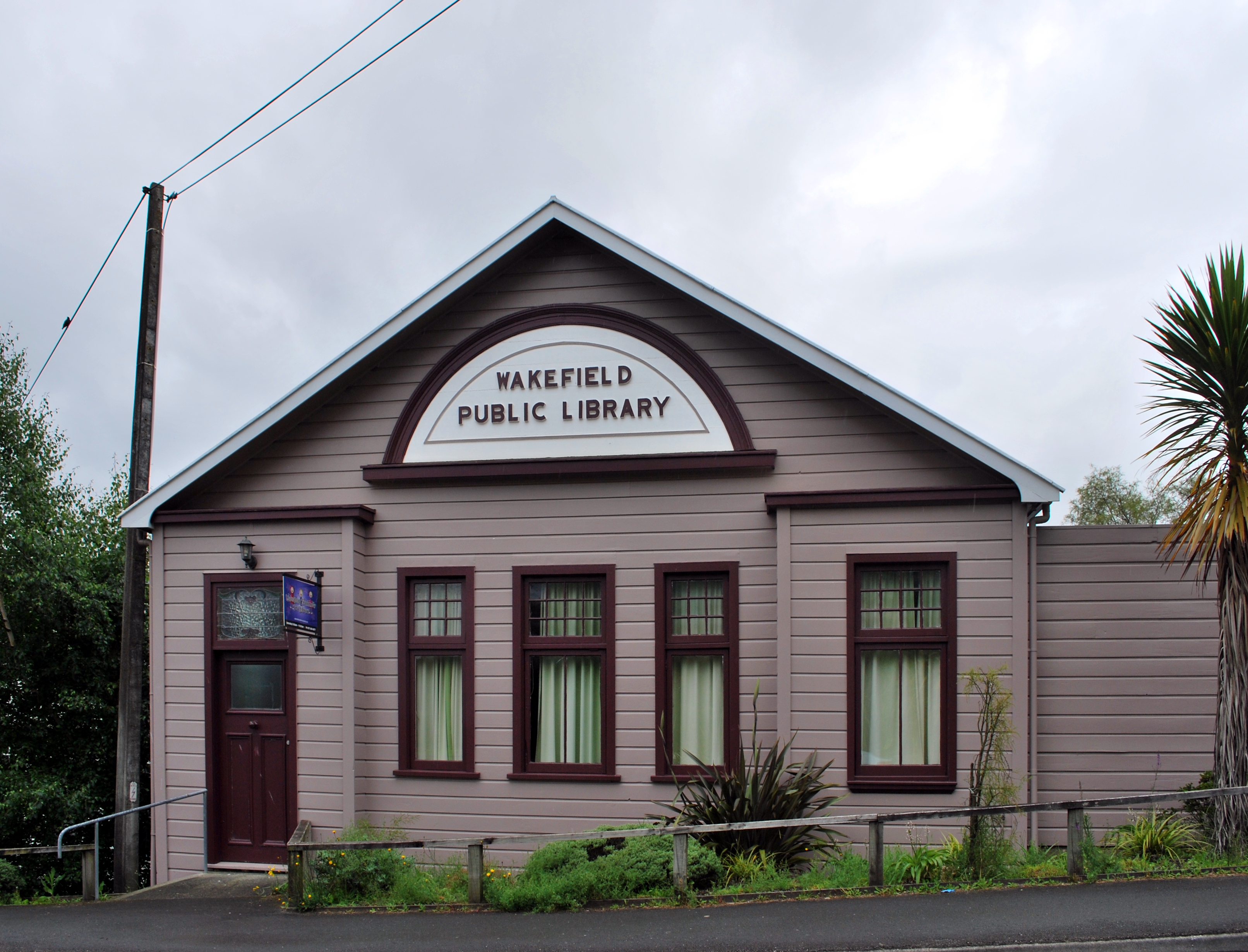